# Sébastien Stella
Sébastien Stella est un chorégraphe et réalisateur français.

## Biographie

### Carrière
Il a été membre du Cirque du Soleil.
En 2010, il participe à la création du film De l'eau pour les éléphants.
En 2019, il crée un cirque en Polynésie.
Il est juré dans l'émission The Best.